# Glomeris maculosa
Glomeris maculosa är en mångfotingart som beskrevs av Karl Wilhelm Verhoeff 1921. Glomeris maculosa ingår i släktet Glomeris och familjen klotdubbelfotingar. Inga underarter finns listade i Catalogue of Life.